# 特雷科瓦涅
特雷科瓦涅（法語：Treycovagnes）是瑞士联邦西部法语区的沃州下设的一个镇。在行政上属于沃州北汝拉区管辖。特雷科瓦涅的总面积为2.08平方公里。截至2010年底，总人口为462。